# 10.5 cm leFH 18
El 10.5 cm leFH 18 (en alemán: leichte Feldhaubitze «obús de campaña ligero») fue un obús de campaña de 105 mm alemán empleado en la Segunda Guerra Mundial y la pieza de campaña divisionaria estándar de la Wehrmacht, entrando en servicio en 1935. Se produjeron al menos 22 133 unidades de este tipo.
Diseñado en los últimos años de la década de 1920, el leFH 18 representó un avance importante sobre su predecesor, el leFH 16. Era de un calibre superior al de sus adversarios del principio de la guerra, con potencia de fuego y alcance adecuados, pero el afuste bimástil, que le proporcionaba mayor estabilidad y campo de fuego, también lo hacía más pesado y difícil de trasportar por los grupos mayoritariamente de tracción equina del ejército alemán, particularmente en el barro y nieve del Frente Oriental.
El diseño del leFH 18 se desarrolló con las versiones leFH 18M y leFH 18/40. Desde el principio de 1942, se crearon también versiones autopropulsadas usando los cascos del Panzer II, el H35, el Char B1 y el Lorraine 37L. También fue suministrado a países aliados y neutrales desde antes del comienzo de la guerra y durante esta.

## Historia

### Desarrollo
Durante la década de 1920, los análisis del Reichswehr indicaban que el proyectil de 105 mm era más eficaz que el de 75 mm, sin que costara mucho más. El 1 de junio de 1927, la Oficina de Armamento del Ejército emitió la orden circular secreta n.º 59/27, que autorizaba el desarrollo de un obús de campaña ligero nuevo, con el proyecto recibiendo el nivel de prioridad  II, «tarea más importante». El estudio Rheinmetall-Borsig de Düsseldorf comenzó el diseño y los cálculos iniciales en 1928, y el diseño se completó en 1930, con la producción empezando al principio de la década de 1930.

### Producción
Cuando estalló la Segunda Guerra Mundial, la Werhmacht contaba con 4862 obuses leFH 18. Las entregas de septiembre de 1939 a febrero de 1945 añadieron 6933 leFH 18 de la versión original a su inventario.  Rheinmetall y Krupp fueron los fabricantes iniciales, pero en 1942 la demanda superó la capacidad de producción así que se extendió la producción a seis factorias en Pilsen, Altona, Elbląg, Magdeburgo, Dortmund y Borsigwalde.  En 1943, la fabricación de cada leFH 18 costaba unos 16 400 RM, 6 meses y 3200 horas de mano de obra.

## Diseño
El leFH 18 era mejor que su predecesor, el 10,5 cm leFH 16, en varias áreas. Un afuste bimástil lo hacía más estable y permitía un sector horizontal de 56 grados. El mecanismo de puntería hacía más fácil disparar a objetivos en movimiento. El nuevo afuste resultó en un aumento de peso, a más de dos toneladas. El retroceso adicional debido a la mayor velocidad de boca (470 m/s) se compensaba con un nuevo recuperador neumático situado por encima del tubo, que empleaba líquido y aire comprimidos para retornar el tubo a su posición previa al disparo. Un freno cilíndrico con camisa de agua amortiguaba el retroceso. El mantelete era un escudo reforzado con alas plegables. El tubo duraba de 10 000 a 12 000 disparos. El obús podía usar 28 tipos de proyectiles distintos. El leFH 18 usaba munición con carga separada. Primero se introducía la granada y después las cargas propulsora en una vaina metálica, que venía con cinco cargas que se podían reducir o aumentar para cambiar el alcance, hasta un máximo de seis cargas en la versión original del obús. El leFH 18 demostró ser un diseño muy adaptable, con un total de 28 variantes diferentes producidas.
Las ruedas de madera de los modelos de preproducción fueron reemplazadas en 1936 por llantas metálicas y cubiertas desmontables que facilitaban el remolque de la pieza. La versión motorizada estaba equipada con neumáticos sólidos anchos de caucho, combinándose a veces las llantas de madera con los neumáticos de caucho. Hacia el fin de la guerra, incluso se usaron ruedas de madera provenientes de los viejos obuses leFH 16. El obús fue diseñado desde el principio para que pudiera ser tirado por caballos o vehículos motorizados. Su gran peso dificultó el tiro caballar, especialmente en el barro y nieve del Frente Oriental. La versión motorizada se podía conectar directamente a un tractor Sd.Kfz. 6 o Sd.Kfz. 11 y podía alcanzar los 40 km/h, recorriendo en una hora lo que podía desplazarse una batería hipomóvil en un día. Aunque el Sd.Kfz. 6 era el tractor primario de la pieza, el más ligero Sd.Kfz. 11 también fue usado. Una batería motorizada de obuses leFH 18 tenía un radio de acción diez veces mayor que una hipomóvil y encuadraba a 49 hombres menos.
|                                                                  |
| Obús leFH 18 tirado por caballos durante la invasión de Noruega. |

|                                                                             |
| Un leFH 18 alemán remolcado por un Sd.Kfz. 11 en Vorónezh, Unión Soviética. |

| |
| Un obús autopropulsado Sd.Kfz. 124 Wespe, equipado con la variante leFH 18/2, en el Museo de Blindados en Muster, Alemania. |

## Servicio

### Alemania

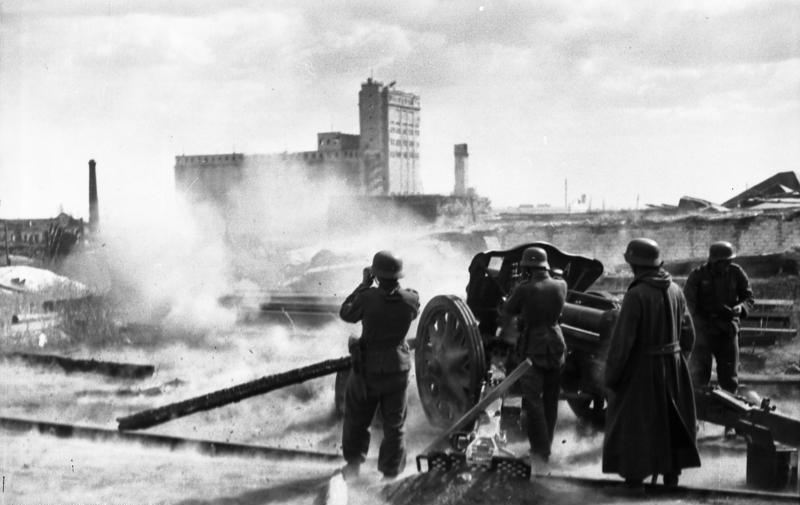
Obús leFH 18 abriendo fuego en Stalingrado, 1942.

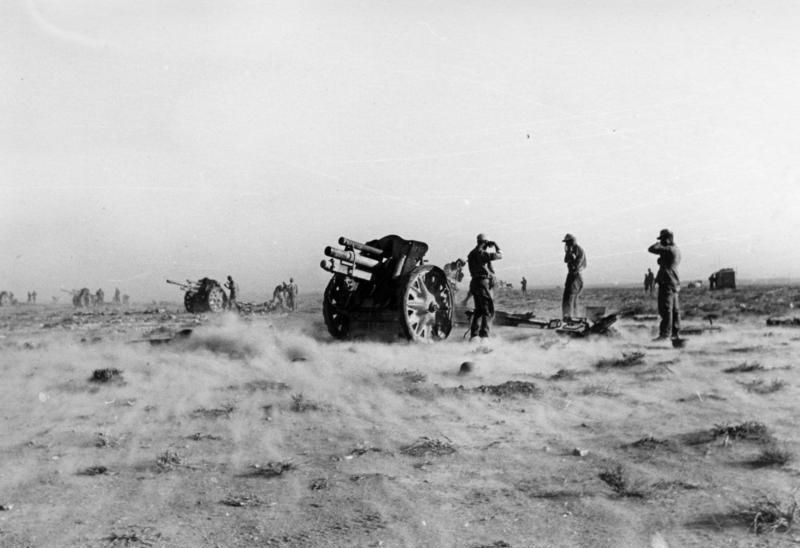
Una batería de leFH 18 en posición en el África del Norte, junio de 1942

Después de las pruebas, el obús entró en servicio en la Wehrmacht el 26 de julio de 1935 y empezó a reemplazar al leFH 16 en los grupos de artillería en 1937. Las unidades más importantes, como las divisiones Panzer, fueron las primeras en ser equipadas con la nueva pieza. Con el leFH 18 convirtiéndose en el obús de campaña divisionario estándar en las divisiones de la Wehrmacht de la Segunda Guerra Mundial, acabó equipando un total de 1023 grupos de tiro caballar y 63 grupos motorizados de las divisiones Panzer y Panzergrenadier y de la reserva general. Cada regimiento de artillería de campaña divisionario incluía una batería de mando, que incorporaba la sección de reparaciones, la sección meteorológica y la de transmisiones, y cuatro grupos, dos de obuses de 105 mm, uno de cañones de 75 mm, y otro de obuses de 150 mm. Los grupos de 105 mm contaban con tres baterías, con cuatro obuses en cada batería. El leFH 18 fue mejor que la artillería divisionaria de sus adversarios al comienzo de la guerra y operó satisfactoriamente en apoyo de las divisiones Panzer.
Aunque no diseñado principalmente para ello, el leFH 18 podía ser efectivo como pieza contracarro, particularmente en la Campaña en África del Norte donde las baterías motorizadas del 44.º Regimiento de Artillería de la 15.ª División Panzer desempeñaron un papel importante en la derrota de las unidades blindadas británicas en Sidi Rezegh el 23 de noviembre de 1941 durante la operación Crusader. En el Frente Oriental, los obuses leFH 18 no tuvieron tanto éxito en modo contracarro.
Durante el contraataque soviético en la Batalla de Moscú, las baterías hipomóviles de leFH 18 tuvieron que ser abandonadas debido a las fuertes nevadas y al agotamiento. La experiencia del primer invierno resultó en el uso de caballos de tiro más grandes y en el transporte de más pienso con cada pieza. Los artilleros tenían que caminar, en vez de ir montados, para reducir el agotamiento de los caballos. El deseo de crear un afuste más ligero que facilitara la movilidad condujo al desarrollo de la versión leFH 18/40.

### Otros usuarios
Antes de 1938 el leFH 18 fue suministrado a Hungría y España. 32 piezas iban a ser exportadas a Estonia entre diciembre de 1940 y junio de 1941, pero debido al estallido de la Segunda Guerra Mundial no fueron entregadas. Holanda también había hecho un pedido que fue cancelado tras el comienzo de la guerra, con las piezas siendo apropiadas por el Ejército alemán. Suecia compró 142 obuses leFH 18 a Alemania entre 1939 y 1942, designándolos Haubits m/39, siendo retirados del servicio en ese país en 1982. Finlandia recibió 53 de febrero a marzo de 1944, donde fueron denominados 105 H 33. 166 leFH 18 fueron suministrados a Bulgaria en 1943 y 1944 (hasta el 1 de febrero de 1944). Noruega, Portugal y Eslovaquia también compraron el obús. Un vídeo parece mostrar un leFH 18 disparando sobre Al-Fu'ah, Siria en 2015, casi 80 años después de su entrada inicial en servicio.

## Variantes
leFH 18 (M)
El leFH 18 (M) (M por Mündungsbremse, freno de boca en alemán) incorporaba un freno de boca para reducir el retroceso y poder usar una carga más de propelante. Así se aumentaba la velocidad de boca y el alcance del proyectil. Con siete cargas se alcanzaba una velocidad de boca de 540 m/s, en vez de los 470 m/s previos, y un alcance máximo de 12 340 m, en vez de los 10 670 m previos. El freno hidroneumático de esta versión operaba a una mayor presión.
leFH 18/40
En un intento de reducir el peso de la pieza, se reemplazó el afuste original con el del cañón contracarro 7,5 cm PaK 40, que estaba siendo producido entonces en gran número y podía ser adaptado con un mínimo de modificaciones. Esta variante también incluía un freno de boca doble con deflectores de mayor área para reducir el retroceso, dado el menor peso del afuste. La reducción de peso conseguida no fue suficiente para que fuera significativa.
M18/49
Versión usada en Checoslovaquía después de la Segunda Guerra Mundial con llantas y neumáticos nuevos.
|                                                                                 |
| Un leFH original expuesto en el Museo del Ejército Polaco en Varsovia, Polonia. |

|                                                                           |
| Un leFH 18 (M) expuesto en Museo de Artillería de Hämeenlinna, Finlandia. |

|                                                                              |
| Un leFH 18/40 expuesto en el Parque of Historia Militar de Pivka, Eslovenia. |

## Operadores
- Bulgaria
- Finlandia
- Alemania nazi
- Hungría
- Noruega
- Portugal
- China
- Eslovaquia
- España
- Suecia
- Rumania
- Checoslovaquia[22]
- Austria[22]
- Chile[22]
- Yugoslavia[22]